# 甲烷氧化菌
甲烷氧化菌（英語：Methanotroph）又稱嗜甲烷菌，泛指可以分解甲烷，將其作為碳源與能源的細菌與古菌，可能為嗜氧或厭氧菌，通常生長在濕地、沼澤、湖泊或海洋等會產生甲烷的環境，但也有些可利用大氣中的甲烷。甲烷氧化菌為甲基营养菌（泛指使用甲烷、甲醇、甲醛等單碳化合物為碳源的細菌）的一個子類別，有些甲基营养菌除單碳化合物外，還可使用多碳化合物為碳源，但大多數甲烷氧化菌屬苛求性細菌，僅能使用甲烷一種碳源，Methylocella silvestris、Methylocapsa aurea與甲基孢囊菌屬的數種細菌為例外，這些細菌屬兼性甲烷氧化菌，除甲烷外尚能使用一些小分子有機物為碳源。甲烷氧化菌因可消耗甲烷而為全球暖化的研究者所關注。
有些化學自營的硝化細菌將氨氧化作為能源，以二氧化碳為碳源，在氧化氨的過程中可能將周圍環境的甲烷一起氧化，為對其代謝無顯著影響的副反應，此類細菌一般不被視為甲烷氧化菌。

## 氧化過程
甲烷氧化菌氧化甲烷的過程，通常會先以甲烷單氧化酶（MMOs）將甲烷氧化成甲醇，再氧化為甲醛，然後經絲氨酸途徑或RuMP途徑合成有機物。